# 大坂城代
大坂城代是江戶幕府的職稱，大坂城代是幕府在大坂城的代表，負責大坂城的城防，並統轄在大坂值班的幕府役人。除此之外，大坂城代的職能也遠及整個關西地區，如對關西大名的監視，手握關西緊急時的軍事指揮權及訴訟裁斷權。江戸時代中期以來，大坂城代和京都所司代多由老中就任。編制上大坂城代定員一人，役高有一萬石，由五至十萬石領地的譜代大名中選任。

## 歷代大坂城代
1. 内藤信正(1619年－1626年)
2. 阿部正次(1626年－1647年)
3. 永井直清(1648年)
4. 稲垣重綱(1648年－1649年)
5. 内藤信照(1649年－1652年)
6. 水野忠職(1652年－1654年)
7. 内藤忠興(1654年－1656年)
8. 松平光重(1656年－1658年)
9. 水野忠職(1658年－1659年)
10. 内藤忠興(1659年－1660年)
11. 松平光重(1660年－1661年)
12. 水野忠職(1661年－1662年)
13. 青山宗俊(1662年－1673年)
14. 太田資次(1673年－1684年)
15. 水野忠春(1684年)
16. 土屋政直(1684年－1685年)
17. 内藤重頼(1685年－1687年)
18. 松平信興(1687年－1690年)
19. 土岐頼殷(1691年－1712年)
20. 内藤弌信(1712年－1718年)
21. 安藤信友(1718年－1722年)
22. 松平乗邑(1722年－1723年)
23. 酒井忠音(1723年－1728年)
24. 堀田正虎(1728年－1729年)
25. 松平信祝(1729年－1730年)
26. 土岐賴稔(1730年－1734年)
27. 稲葉正親(1734年)
28. 太田資晴(1734年－1740年)
29. 酒井忠恭(1740年－1744年)
30. 堀田正亮(1744年－1745年)
31. 阿部正福(1745年－1747年)
32. 酒井忠用(1747年－1752年)
33. 松平輝高(1752年－1756年)
34. 井上正經(1756年－1758年)
35. 青山忠朝(1758年－1760年)
36. 松平康福(1760年－1762年)
37. 阿部正允(1762年－1764年)
38. 松平乗祐(1764年－1769年)
39. 久世廣明(1769年－1777年)
40. 牧野貞長(1777年－1781年)
41. 土岐定経(1781年－1782年）
42. 戸田忠寬(1782年－1784年)
43. 阿部正敏(1784年－1787年)
44. 堀田正順(1787年－1792年)
45. 牧野忠精(1792年－1798年)
46. 松平輝和(1798年－1800年)
47. 青山忠裕(1800年－1802年)
48. 稲葉正謁(1802年－1804年)
49. 阿部正由(1804年－1806年)
50. 松平乗保(1806年－1810年)
51. 大久保忠真(1810年－1815年)
52. 松平輝延(1815年－1822年)
53. 松平康任(1822年－1825年)
54. 水野忠邦(1825年－1826年)
55. 松平宗発(1826年－1828年)
56. 太田資始(1828年－1831年)
57. 松平信順(1831年－1834年)
58. 土井利位(1834年－1837年)
59. 堀田正篤(1837年)
60. 間部詮勝(1837年－1838年)
61. 井上正春(1838年－1840年)
62. 青山忠良(1840年－1844年)
63. 松平乗全(1844年－1845年)
64. 松平忠優(1845年－1848年)
65. 内藤信親(1848年－1850年)
66. 土屋寅直(1850年－1858年)
67. 松平信篤(1858年－1860年)
68. 松平宗秀(1860年－1862年)
69. 松平信古(1862年－1865年)
70. 牧野貞明(1864年－1868年)